# كوون مينا
كوون مين-آه (21 سبتمبر 1993-)، المعروفة باسم مينا، هي مغنية وممثلة كورية جنوبية.

## النشأة
ولدت مينا كوون مين-آه 21 سبتمبر 1993 في بوسان بكوريا الجنوبية اجرت اختبار لوكالة إف إن سي إنترتينمنت عام 2009 وتم قبولها وبعد ذلك أنتقلت مع عائلتها إلى سول.
توفى والدها بمرض سرطان في 29 نوفمبر 2014، بسبب موته، اخذت مينا استراحة من فرقتها ولم تشارك بترويجاتهم للأسطوانة المطولة "Like a Cat".

## المهنة

### إي أو إي
في 30 يوليو 2012، ظهرت مينا لأول مرة كعضوة في فرقة الفتيات إي أو إي تحت إف إن سي إنترتينمنت بأغنية "Elvis" هي ايضًا كانت عضوة في الفرقة الفرعية إي أو إي بلاك، في 13 مايو 2019، غادرت مينا الفرقة لرفضها تجديد العقد مع إف إن سي إنترتينمنت.

### مهنة منفردة
ركزت مينا على مهنة التمثيل بعد مغاردتها الفرقة وفي 1 يوليو 2019، أعلنت انها وقعت عقد مع وكالة O& Entertainment.

## الحياة الشخصية

### الادعاءات ضد جيمين
في 3 يوليو 2020، زعمت مينا في منشور على إنستغرام أن زميلتها في فرقة إي أو إي شين جيمين قامت بالتنمر عليها لمدة عشر سنوات، مما أدى إلى خروجها من الفرقة في عام 2019. نشرت كون مينا صورة لمعصمها المندوب وزعمت أنه بسبب محاولتها الانتحار عدة مرات بسبب تنمر شين عليها، ردت شين على الاتهامات بنشرها على ستوري حسابها الشخصي على إنستغرام كلمة «خيال» قبل ان تقوم بحذفها بعد فترة وجيزة. رداً على ذلك قالت مينا: «خيال؟ إنه أمر مخيف جدًا أن نقول عنه خيال». في 4 يوليو، نشرت شين اعتذارًا على صفحتها على إنستغرام لمينا، بينما أصدرت وكالة إف إن سي إنترتينمنت بيانًا أعلنت فيه أن شين قد غادرت فرقة AOA وستوقف جميع أنشطتها الترفيهية.

### الصحة العقلية
في 6 أغسطس، نشرت كوون صورة على إنستغرام مع تعليق يقول «جينري-يا، أفتقدكِ»، والتي يُعتقد أنها إشارة إلى المغنية سولي الذي انتحرت في العام السابق. في منشور منفصل، كشفت كوون أنها دخلت المستشفى مؤخرًا بعد محاولتها إيذاء نفسها، بعد محادثة في كاكاوتالك أجرتها ميما مع ممثل من وكالة إف إن سي إنترتينمنت الذي يعتقد أن اعتذار شين لمينا كان صادق. وأعربت مينا عن غضبها من احتمال عودة شين للصناعة بعد إعتزالها، وأنهت المحادثة بالتوسل للشركة أن تكون أكثر مراعاة لفنانيها. بعد يومين، في منشور على إنستغرام تم حذفه لاحقًا، شاركت كوون صورة بيانية لمعصمها المشقوق مصحوبة برسالة انتحار واضحة:
أخطر مسؤولو وكالتها السلطات فور رؤية المنشور وتم نقلها إلى المستشفى، وصرحت وكالتها انها في حالة جيدة حاليًا.

## الجوائز
فاز بجائزة بحفل جوائز الدراما الكورية بفئة «نجمة هاليو» عن عمل سفينة المستشفى.

## روابط خارجية
- كوون مينا على موقع IMDb (الإنجليزية)
- كوون مينا على موقع ميوزك برينز (الإنجليزية)
- كوون مينا على موقع قاعدة بيانات الفيلم (الإنجليزية)
- كوون مينا في قاعدة بيانات الأفلام على الإنترنت